# Горња Бунуша
Горња Бунуша је насељено место града Лесковца у Јабланичком округу. Према попису из 2022. било је 406 становника.

## Етимологија
Могла је Бунуша у доба номадског сточарења бити зимовник пастира који су своја стада напасали по Кукавици и пространим пасиштима у побрђу Сушице. Могао се у овом селу као у зимовнику, на који се свикао, настанити неки пастир Влах, потомак поромањеног становништва, по имену Бун, па својим именом дати име новом насељу: Бун-Бунуша. Све је то могуће, али не и сигурно, па нам у том погледу не остаје ништа друго, до да у погледу имена овог села нагађамо.

## Географија

### Положај
Село Бунуша се заселило на источним падинама побрђа, која чине западни оквир алувијалне равни реке Ветернице, на даљини од око 17 километара јужно од Лесковца. Од Бунушког Чифлука је удаљена мање од једнаr километра и налази се на западу од њега. Побрђе се овде благо спушта у равницу, па Бунуша, која је подигнута на најнижој њиховој тераси, није равничарско село, али се не може сматрати ни подпланинским селом, јер брежуљци, који се протежу западно од села, имају малу висину. 3езерске наслаге и хумус који чине површину ових брежуљака су дебели и плодни, па се земљиште и по брежуљцима може користити за све пољопривредне културе.

### Хидрографија
Бунуша је јединствен пример засељавања у Поречју на месту где нема текућице. Ветерница је далеко од Бунуше за више од једноr километра. Ботуња јој је близу, али је она тако мала и лети пресуши, да се не може сматрати текућом водом, што се исказује и њеним именом. У атару овог села има још два водотока: Брза вода, у ствари јарак у који се сливају воде бунушких поља за време топљења снега и великих атмосферских падавина. Брза вода нема изворске воде у себи, већ повремену површинску воду. На западу атара овог села, из потеса Липовац, извире речица истог имена - Липовац, али њена вода не иде у правцу села, већ се улива у Сушицу. За своје потребе Бунушани су упућени на бунаре.

### Земља
Земљиште овог атара описано је код описа земље села Бунушког Чифлука, јер земља ових села се води код Геодетске управе у Лесковцу као једна катастарска општина, мада су села, као сеоско насеље, одвојена.

## Историја
Српски средњовековни извори не помињу село Бунушу, па постоји вероватноћа да се ово село заселило касније, али ипак још у доба српске средњовековне државе. Хан помиње Бунушу и наводи да је она 1858. године имала 40 кућа, дакле била већа од суседне Радоњице, која се помиње у српским средњовековним документима с краја 14. века. Милан Ђ. Милићевић је забележио да је ово село, после ослобођења од Турака, имало 107 пореских глава и спадало међу неколико највећих села Поречја.
И Бунуша је за време Турака била подвлашћено село, а његав господар је био моћни Арбанас из Барја Исат (Исмет), који је имао титулу бега, па се звао Исат-бег.
После ослобођења од Турака, Бунуша је, као господарско село, плаћала аграрни дуг. Имање неколицине инсолвентних дужника из овог села је за наплату дуга продавано на лицитацији и као купац се појављивао често свештеник из Бунушког Чифлука поп Гавра, па је он тако, купујући имање презадужених сељака, створио свој велики посед од око 300-400 дулума.

## Демографија
У насељу Горња Бунуша живи 506 пунолетних становника, а просечна старост становништва износи 40,6 година (39,1 код мушкараца и 42,1 код жена). У насељу има 150 домаћинстава, а просечан број чланова по домаћинству је 4,22.
Ово насеље је у потпуности насељено Србима (према попису из 2002. године).
|             | \| Демографија[2] \| Демографија[2] \| Демографија[2] \| \| Година \| Становника \| Становника \| \| -------------- \| -------------- \| -------------- \| \| 1948. \| 562 \| \| \| 1953. \| 617 \| \| \| 1961. \| 672 \| \| \| 1971. \| 627 \| \| \| 1981. \| 658 \| \| \| 1991. \| 632 \| 632 \| \| 2002. \| 633 \| 651 \| \| 2011. \| 541 \| \| \| 2022. \| 406 \| \| |            |
| Демографија | |            |
| Година      | Становника | Становника |
| 1948.       | 562 |            |
| 1953.       | 617 |            |
| 1961.       | 672 |            |
| 1971.       | 627 |            |
| 1981.       | 658 |            |
| 1991.       | 632 | 632        |
| 2002.       | 633 | 651        |
| 2011.       | 541 |            |
| 2022.       | 406 |            |

| Етнички састав према попису из 2002.‍ | Етнички састав према попису из 2002.‍ | Етнички састав према попису из 2002.‍ | Етнички састав према попису из 2002.‍ | Етнички састав према попису из 2002.‍ |
| ------------------------------------ | ------------------------------------ | ------------------------------------ | ------------------------------------ | ------------------------------------ |
|                                      |                                      |                                      |                                      |                                      |
| Срби                                 | Срби                                 |                                      | 633                                  | 100,0%                               |
| непознато                            | непознато                            |                                      | 0                                    | 0,0%                                 |

| Година пописа     | 1948. | 1953. | 1961. | 1971. | 1981. | 1991. | 2002. |
| ----------------- | ----- | ----- | ----- | ----- | ----- | ----- | ----- |
| Број домаћинстава | 84    | 92    | 119   | 125   | 143   | 140   | 150   |

| Број чланова      | 1 | 2  | 3  | 4  | 5  | 6  | 7  | 8 | 9 | 10 и више | Просек |
| ----------------- | - | -- | -- | -- | -- | -- | -- | - | - | --------- | ------ |
| Број домаћинстава | 8 | 34 | 14 | 27 | 24 | 24 | 13 | 3 | 2 | 1         | 4,22   |

| Пол    | Укупно | Неожењен/Неудата | Ожењен/Удата | Удовац/Удовица | Разведен/Разведена | Непознато |
| ------ | ------ | ---------------- | ------------ | -------------- | ------------------ | --------- |
| Мушки  | 264    | 50               | 194          | 16             | 4                  | 0         |
| Женски | 262    | 26               | 199          | 34             | 3                  | 0         |
| УКУПНО | 526    | 76               | 393          | 50             | 7                  | 0         |

| Пол    | Укупно                    | Пољопривреда, лов и шумарство | Рибарство                            | Вађење руде и камена | Прерађивачка индустрија       |
| ------ | ------------------------- | ----------------------------- | ------------------------------------ | -------------------- | ----------------------------- |
| Мушки  | 134                       | 30                            | 0                                    | 0                    | 75                            |
| Женски | 44                        | 8                             | 0                                    | 0                    | 31                            |
| УКУПНО | 178                       | 38                            | 0                                    | 0                    | 106                           |
| Пол    | Производња и снабдевање   | Грађевинарство                | Трговина                             | Хотели и ресторани   | Саобраћај, складиштење и везе |
| Мушки  | 1                         | 3                             | 3                                    | 1                    | 3                             |
| Женски | 0                         | 0                             | 1                                    | 0                    | 0                             |
| УКУПНО | 1                         | 3                             | 4                                    | 1                    | 3                             |
| Пол    | Финансијско посредовање   | Некретнине                    | Државна управа и одбрана             | Образовање           | Здравствени и социјални рад   |
| Мушки  | 0                         | 0                             | 6                                    | 2                    | 2                             |
| Женски | 0                         | 0                             | 0                                    | 2                    | 2                             |
| УКУПНО | 0                         | 0                             | 6                                    | 4                    | 4                             |
| Пол    | Остале услужне активности | Приватна домаћинства          | Екстериторијалне организације и тела | Непознато            | Непознато                     |
| Мушки  | 7                         | 0                             | 0                                    | 1                    | 1                             |
| Женски | 0                         | 0                             | 0                                    | 0                    | 0                             |
| УКУПНО | 7                         | 0                             | 0                                    | 1                    | 1                             |

## Саобраћај
Као што је без текућица, Бунуша је и ван путева. До 1910. године поред ње је пролазио стари пут Лесковац - Мирошевце
, који води преко оба Јајина.
Од када је тај пут напуштен и изграђен други по дну реке Ветернице, који пролази кроз Бунушки Чифлук, Бунуша је остала без пута, па се за пут Лесковац - Мирошевце повезала сеоским путем који се спаја са истим у самом селу Бунушком Чифлуку.